# Кайманова костенурка
Каймановата костенурка (Chelydra serpentina) е влечуго от разред Костенурки.
Карапаксът е масивен, силно назъбен в задната си част. Забелязват се три слабо изразени гръбни кила, формирани от израстъци на карапаксните щитчета. С напредване на възрастта киловете стават все по-слабо забележими, като при възрастните екземпляри съвсем изчезват.
Пластронът е жълт до жълтокафяв, като обикновено липсва някаква специфична шарка. Окраската на тялото е сива до кафява, често с жълти или бели петънца.
Опашката е дълга, притежава миниатюрни шипове. Шията също е дълга, което позволява на животното да достигне обект на две трети от дължината на черупката. За сметка на това шията не може да се прибере напълно под черупката и това е причината за агресивното поведение, като защитна реакция срещу нападение. Мощните челюсти и острите нокти са мощно оръжие и могат да нанесат големи поражения на евентуалния нападател.

## Размери
Карпакса достига до 47 cm. При отделни представители масата е до 30 kg. Най-интензивно, каймановата костенурка нараства през първите години от своя живот. Средно в края на втората година, дължината на черупката е от 12 до 15 cm. След този период костенурките нарастват по-бавно, като до 15 – 20 години, размера им е 30 – 35 cm. Както при други видове костенурки, няма зависимост между размерите и възрастта на животното, тъй като нарастването е индивидуално, дори и при индивиди живеещи в еднакви условия.

## Разпространение
Южна Канада (от Нова Скотия, Ню Брънзуик, Южен Квебек, западно до югоизточна Албърта), САЩ (източно от Скалистите планини и южно от крайбрежието на Тексас: Северна Дакота, Южна Дакота, Небраска, Канзас, Оклахома, Тексас, Минесота, Айова, Мисури, Арканзас, Луизиана, Уисконсин, Илиноис, Мичиган, Индиана, Охайо, Кентъки, Тенеси, Мисисипи, Алабама, Джорджия, Флорида, Южна Каролина, Северна Каролина, Вирджиния, Западна Вирджиния, Мериленд, Делауеър, Ню Джърси, Пенсилвания, Ню Йорк, Кънектикът, Масачузетс, Върмонт, Ню Хампшър, Мейн), Мексико, Гватемала, Хондурас, Никарагуа, Коста Рика, Панама, Колумбия, Еквадор

### Фосилни останки
Целият род Chelydra е предимно северноамерикански. Най-ранните фосилни материали за рода са намерени в Небраска и са датирани от среден Миоцен. Тази находка представлява единствено хипопластрон, много по-масивен и нагънат от този на съвременната кайманова костенурка. Публикациите, споменаващи фосилни находки от Плиоцен, са въз основа на изключително оскъдни материали. Съществува обече неописан фосилен представител от късен Плиоцен, намерен в северна Флорида. Вероятно това е нов вид и представлява най-големият представител на род Chelydra, достигаш на дължина на карапакса 127 cm. Няколко находки от род Chelydra датирани от Плеистоцен са описани.

## Местообитание
Може да бъде открита в почти всеки пресноводен бесайн в ареала си. Предпочита води с меки тинести дъна, обилна водна растителност, както и хабитати с подводни храсти и коренища.

## Поведение
Това е един от най-водолюбивите видове. Повече от времето си прекарва заровена в тинята, на дълбочини, сравними с дължината на шията, тъй като периодично трябва да си поема въздух. Макар и ленива през деня, каймановата костенурка е доста активна през нощта. Обикновено се придвижва бавно по дъното, но когато е обезпокоена, плува сравнително бързо. Ако се чувства в опасност може да нанесе сериозни поражения.
При отглеждане в плен от времето на излюпването, може да се поддаде на известна дресировка и да изразява привързаност към стопанина си. Показва известни признаци на интелигентност в разпознаването на отделни хора и може активно да се опитва да осъществи контакт с тези, които предпочита. Някои индивиди дори са били приучавани да изпълняват прости команди след голям период на търпеливо обучение, но това е дълъг процес на потискане на естественото за всяка костенурка защитно поведение.
В местообитанията, където температурите през зимата спадат под критичен минимум, каймановите костенурки изпадат в хибернация. Това състояние на относителен покой, прекарват под вода, но дори и тогава извършват известни движения.

## Репродуктивни особености
При каймановата костенурка има известен полов диморфизъм. Така например опашката на мъжкия индивид е по-дълга и по-дебела, а клоакалният отвор е разположен доста по-далеч от края на пластрона в сравнение с женски индивид. Допълнително различие е по-малкия пластрон при мъжките, което помага за задържане на женската по време на копулация.
Чифтосването се извършва по всяко време от април до ноември. Снасянето на яйцата става от май до септември, като юни е пиков месец. За целта се избира открита местност, разположена на няколкостотин метра от водата. Броят на яйцата е от 11 до 83, но обикновено са между 20 и 30. Яйцата се отлагат еднократно за сезон. Самите яйца са твърди, бели и сферични, с диаметър от 23 до 33 mm и маса от 7 до 15 g.
|  |  |  |

Инкубацията трае от 55 до 125 дена, в зависимост от условията на средата. Излизането на малките от гнездото става от късен август до ранен октомври, но може и да се забави и до следващата пролет. Новоизлюпените костенурки имат кръгъл, тъмносив до кафяв карапакс с три ясно дефинирани кила. Размерите на карапакса са 24–31 mm на дължина и 24–29 mm на ширина. Полът се определя от околната температура. Високите (30 °C и нагоре) и ниските (20 °C и надолу) температури предизвикват появата на женски, а средните температури (22-28 °C) водят до излюпването на мъжки индивиди.
Животът на каймановата костенурка е около 40 до 50 години, рядко и повече.

## Начин на хранене
Всеядна. Храни се с насекоми, ракообразни, мекотели, червеи, риби (възрастни, малки, хайвер), жаби (възрастни, малки, яйца), саламандри, змии, малки костенурки, птици и малки бозайници. Растителните видове са главно водорасли и блатна растителност, като например родовете Elodea, Potamogeton, Polygonum, Nymphaeca, Lemna, Typha, Vallisneria, Nuphar, Wolffia, Najas.

## Генетични характеристики
Кариотип: 2n = 52 (24 макрохромозоми и 28 микрохромозоми)

## Подвидове
Разграничават се 4 подвида в рамките на вида:
- Chelydra serpentina serpentina (Linnaeus, 1758) – Обикновена кайманова костенурка
- Chelydra serpentina osceola (Stejneger, 1918) – Флоридска кайманова костенурка
- Chelydra serpentina rossignonii (Bocourt, 1868) – Мексиканска кайманова костенурка
- Chelydra serpentina acutirostris (Peters, 1862) – Южноамериканска кайманова костенурка

C. s. serpentina е подвидът, който е най-широко разпространен в Северна Америка на изток от главния северноамерикански вододел в Канада, САЩ и части от северно Мексико. C. s. osceola се среща само в рамките на полуостров Флорида, до Южна Джорджия. C. s. acutirostris and C. s. rossignonii са неотропични (срещащи се в тропичните региони на Северна Америка). C. s. rossignonii обитава южно Мексико, Белиз, Гватемала и Хондурас, докато C s. acutirostris се среща в Никарагуа, по цялото протежение на Централна Америка до тихоатлантическото крайбрежие на Еквадор в Южна Америка.